# Psittacanthus duckei
Psittacanthus duckei är en tvåhjärtbladig växtart som beskrevs av Carlos Toledo Rizzini. Psittacanthus duckei ingår i släktet Psittacanthus och familjen Loranthaceae. Inga underarter finns listade i Catalogue of Life.